# 锌铜试剂
鋅銅試劑（或稱:鋅銅偶）是一種锌和銅的合金，是有機合成的試劑，在1959年提出的西蒙斯–史密斯反應中有用到鋅銅試劑和烯烴或炔烴反應，之後鋅銅試劑就常在此反應中作為活性锌的來源。鋅銅試劑已廣為用在其他需要活性鋅的反應中。在有機化學中鋅銅試劑會用Zn/Cu、Znn(Cu)或是Zn(Cu)表示。
鋅銅試劑沒有嚴格定義的化學結構或是合金成份。一般而言锌含量會大於90%，不過有些情形下也可以使用锌含量較低的鋅銅試劑。鋅銅試劑在制備多半是暗色的粉末，而且會制備成醚溶剂中的浆液使用。此合金的中的铜可以活化鋅的反應，但這部份的文獻不多，一般猜測铜增強了合金中鋅的反應能力。
鋅銅試劑在潮濕空氣中容易變質，高活性的锌對氧氣也相當敏感。

## 製備
鋅銅試劑的製備方式有許多種，主要差異是銅的來源，也和鋅和銅的比例、鋅是粉末或颗粒狀，是否加入質子酸或其他物質，及製備的溫度有關。鋅銅試劑一般會反應前製備並分離，但有方式可以儲存此合金。大部份的製備是用過量的锌粉和銅化合物進行還原反應。
早期鋅銅試劑的製備方式是將鋅粉和氧化銅的混合物在氫氣中加熱到500 °C。另一種較方便和較便宜的方式是將鋅粉和鹽酸及硫化銅反應。鋅粉和乙酸氫铜在熱乙酸铜中的反應有高度可重复性。鋅銅試劑也可以用一當量的鋅粉和氯化銅在回流的醚中反應。

## 應用
在有機合成中常用到鋅銅試劑，例如烯烴或炔烴的西蒙斯–史密斯反應，在此反應中，鋅銅試劑（一般會是在醚溶剂中的浆液）和二碘甲烷反應．產生活性中間體碘化碘甲基鋅ICH2ZnI：
{\displaystyle \mathrm {Zn_{n}(Cu)+CH_{2}I_{2}\longrightarrow IZnCH_{2}I+Zn_{n-1}(Cu)} }
鋅銅試劑也可以產生親核共軛加成需要的烷基锌试剂，也是脫鹵素试剂，可以促進羰基化合物的還原偶聯反應，也可以還原缺電子的烯烴或炔烴。 超声波作用可以加快鋅銅試劑參與的环加成反应，使α,α'-雙溴酮變成1,3-二烯